# О, брате, где си?
О, брате, где си? (енгл. O Brother, Where Art Thou?) је амерички сатирични хумористичко-драмски филм из 2000. године, који су написали, режирали, продуцирали и монтирали Џоел и Итан Коен. Главне улоге тумаче Џорџ Клуни, Џон Туртуро и Тим Блејк Нелсон, док су у споредним улогама Чарлс Дернинг, Мајкл Бадалуко, Џон Гудман и Холи Хантер.
Радња филма смештена је у рурални Мисисипи 1937. године, а прати три одбегла осуђеника у потрази за скривеним благом, док их прогања немилосрдни шериф. Прича је модерна сатира која је, иако укључује друштвене карактеристике америчког југа, лабаво заснована на Хомеровој Одисеји. Неки примери овога укључују сирене, киклопа и име главног лика, „Јулисиз” (Уликс), што је римско име за „Одисеја”. Наслов филма је референца на Саливанова путовања (1941), где је главни јунак редитељ који жели да адаптира О, брате, где си?, измишљену књигу о Великој депресији.
Филм је премијерно приказан 13. маја 2000. на Канском филмском фестивалу, док је у америчким биоскопима објављен 22. децембра исте године. Наишао је на позитивне реакције критичара и био је номинован за два Оскара, у категоријама за најбољи адаптирани сценарио и најбољу фотографију. Клуни је за своју улогу био награђен Златним глобусом у категорији за најбољег глумца у мјузиклу или комедији, док је музика из филма освојила две награде Греми.

## Радња
Тројица осуђеника, Пит, Делмар и њихов вођа Јулисиз Еверет Макгил, беже из групе затвореника у ланцима да би откопали закопано благо пре него што та област буде поплављена како би се направило језеро. Њих тројицу одвози слепац који вози дрезину на прузи. Он им говори да ће пронаћи богатство, али не оно које траже. Тројац стиже до куће Воша, Питовог рођака. Спавају у штали, али Вош их пријављује шерифу Кулију, који заједно са својим људима пали шталу. Вошов син им помаже да побегну.
Њих тројица покупе Томија Џонсона, младог црнца који тврди да је продао своју душу ђаволу у замену за вештину свирања гитаре. У потреби за новцем, њих четворица се заустављају код радио станице где снимају песму као група под називом Соги Ботом Бојс. Те ноћи, тројац се растаје од Томија након што је полиција открила њихов аутомобил и накратко се удружују са одметником Бејби Фејс Нелсоном. Без њиховог знања, њихова песма постаје велики хит.
У близини реке, њих тројица чују певање. Виде три жене како перу веш и певају. Жене им дају кукурузни виски и они губе свест. Након буђења, Делмар проналази Питову одећу како лежи поред њега, празну, с изузетком жабе. Делмар је уверен да су жене биле сирене и да су Пита претвориле у жабу. Касније их Биг Ден, једнооки продавац Библија, позива на ручак у виду пикника, а затим их пљачка и убија жабу.
На путу до Еверетовог родног града, Еверет и Делмар виде Пита како ради међу окованим осуђеницима. По доласку, Еверет се суочава са својом супругом Пени, која је променила презиме и рекла својим ћеркама да им је отац мртав. Он се потуче са Верноном, њеним новим „просцем”. Касније те ноћи, они се ушуњају у Питову ћелију и ослобађају га. Како се испоставило, жене су одвукле Пита и предале га полицији. Мучен, Пит је открио локацију блага полицији. Еверет тада признаје да нема блага; измислио га је како би убедио осуђенике са којима је био окован да побегну са њим како би спречио своју жену да се поново уда. Пит је бесан на Еверета, јер му је било преостало само две недеље до пуштања из затвора, а због бекства ће му казна вероватно бити продужена за педесет година.
Тројац наилази на скуп Кју-клукс-клана, који планира да линчује Томија. Они се прерушавају у клановце и крећу да спасе Томија. Међутим, Биг Ден, члан Клана, разоткрива их. Настаје хаос, а вођа Клана се открива као Хомер Стоукс, кандидат на предстојећим изборима за гувернера. Тројац бежи са Томијем и пресеца ослонце великог запаљеног крста, који пада на Биг Дена.
Еверет убеђује Пита, Делмара и Томија да му помогну да поврати своју жену. Они се ушуњају на гала вечеру Стоуксове кампање којој она присуствује, прерушени у музичаре. Група почиње извођење свог радио хита. Гомила препознаје песму и подивља од узбуђења. Хомер их препознаје као људе који су понизила његову руљу. Када захтева да се група ухапси и открије своје ставове о супериорности беле расе, гомила га тера из сале. Папи О’Данијел, актуелни гувернер и Хомеров противкандидат, користи прилику да подржи Соги Ботом Бојсе и даје им потпуно помиловање. Пени пристаје да се поново уда за Еверета под условом да пронађе њен оригинални прстен.
Следећег јутра, група креће по прстен, који се налази у колиби у долини за коју је Еверет раније тврдио да је скривено место његовог блага. Полиција, сазнавши за место од Пита, тамо дочекује групу. Не верујући у њихове тврдње да су добили помиловање, шериф Кули наређује да их обесе. Док се Еверет моли Богу, долина је поплављена и они су спасени. Томи проналази прстен у столу који плута и враћају се у град. Међутим, када Еверет поклони прстен Пени, испоставља се да је то био прстен њене тетке. Она изјављује да се неће удати за њега тим прстеном, већ само својом бурмом, која је још увек изгубљена.

## Улоге
| Глумац             | Улога                               |
| ------------------ | ----------------------------------- |
| Џорџ Клуни         | Јулисиз Еверет Макгил               |
| Џон Туртуро        | Пит                                 |
| Тим Блејк Нелсон   | Делмар О’Донел                      |
| Крис Томас Кинг    | Томи Џонсон                         |
| Џон Гудман         | Данијел „Биг Ден” Тиг               |
| Холи Хантер        | Пени Ворви-Макгил                   |
| Чарлс Дернинг      | Папи О’Данијел                      |
| Данијел фон Барген | шериф Кули                          |
| Вејн Дувал         | Хомер Стоукс                        |
| Реј Макинон        | Вернон Т. Волдрип                   |
| Френк Колисон      | Вошингтон Бартоломју „Вош” Хогволоп |
| Мајкл Бадалуко     | Џорџ „Бејби Фејс” Нелсон            |
| Стивен Рут         | господин Ланд                       |
| Дел Пентекост      | О’Данијел Млађи                     |